# 鈴木ケイザブロー
鈴木 ケイザブロー（すずきケイザブロー、1961年4月6日 - ）は、日本のラジオパーソナリティ。エフエムナックファイブに「ケイザブロー」名義で出演している（ほぼ専属状態）。本名は漢字表記の「鈴木啓三郎」。かつてプロウィンドサーファーだった。

## 人物
1995年6月、スペインのタリファで、500メートル帆走の日本最速記録を樹立（時速36.25ノット＝67.18km/h）。2018年現在破られていない。長らく独身であったが、2008年4月6日に一般人女性と入籍。2011年11月1日に第1子である女児が誕生した。

## メディア出演

### テレビ
2018年現在無し

### ラジオ
2022年現在無し

### 終了済番組
- Let's! MAGICAL SKI」（フジテレビ）
- Y2club（テレビ東京）
- SATURDAY KICK OFF!〜歌ってお出かけベスト30〜（JFN）
- NACK AFTER5（エフエムナックファイブ）
- セイタロー&ケイザブロー おとこラジオ（エフエムナックファイブ）
- SUNDAY BIRDS -遊びの天才-（エフエムナックファイブ）
- SUZUKIのKザブロー（NACK AFTER5内→夕焼けSHUTTLE→独立番組、エフエムナックファイブ、月-木曜17:50 - 18:00）
- びーさんぼーいず〜Be SUNDAY BOYS〜（エフエムナックファイブ、2016年10月2日 - 2022年3月27日、日曜8:00 - 12:00）

### 映画
- HIGH-WIND ―ハイ・ウインド―（1991年、にっかつ）

## 著書
- 鈴木ケイザブローのレディオデイズ（エイ文庫）
- 竿をかついで一人旅　長野編（エイ文庫）